# Клещув (Лодзинське воєводство)
Клещув (пол. Kleszczów) — село в Польщі, у гміні Клещув Белхатовського повіту Лодзинського воєводства.
Населення — 1689 осіб (2011).
У 1975-1998 роках село належало до Пйотрковського воєводства.

## Демографія
Демографічна структура станом на 31 березня 2011 року:
|          | Загалом | Допрацездатний вік | Працездатний вік | Постпрацездатний вік |
| -------- | ------- | ------------------ | ---------------- | -------------------- |
| Чоловіки | 840     | 211                | 583              | 46                   |
| Жінки    | 849     | 207                | 538              | 104                  |
| Разом    | 1689    | 418                | 1121             | 150                  |